# 寺田弘行
寺田 弘行（てらだ ひろゆき、1968年1月29日 - ）は、アメリカ合衆国フロリダ州在住の日本人シェフ。
自身のYouTubeアカウントは200万人以上のチャンネル登録者を誇るアカウントであり、料理に関する動画を投稿している。現在、目隠しをして30秒で切った人参の数のギネス世界記録を保持している。

## 来歴
10歳の頃に父親から料理を習い、1987年から1989年まで高知県にあるRKC調理製菓専門学校に通った。通っていた専門学校ではナイフ捌きの速さと細部へのこだわりなどで知られていた。卒業後、高知県南国市のファミリーレストラン「ゆず庵」で当時料理長を務めていた近藤の下で1989年から1992年まで働いた。後にマイアミに移り、自身のレストラン「NoVe Kitchen and Bar」を経営。2017年にレストランが閉店。

### YouTubeでの活動
2011年からYouTubeでの活動を開始。2015年に投稿された動画は5000万回以上再生された。2017年、目隠しをして人参を切るギネス記録を30秒で破った。枚数はこれまでの記録より38枚多い88枚を切りギネス記録を更新した。
2018年に、登録者が100万人を突破し、総再生回数1億回となった。